# Chile
För andra betydelser, se Chile (olika betydelser).
Chile, formellt Republiken Chile (spanska: República de Chile), är ett land i sydvästra Sydamerika, beläget mellan Stilla havet och Anderna. Landet gränsar till Peru i norr, Bolivia i nordost samt Argentina i öster och söder om Drakes sund. Även några ögrupper i Stilla havet, som Desventuradasöarna, Juan Fernández-öarna, Sala y Gómezön och Påskön tillhör Chile, ett område som är totalt 755 839 km².
Chile gör anspråk på en del av Antarktis kallad Territorio Chileno Antártico med en area på 1 250 000 km². Landets största stad är huvudstaden Santiago de Chile.
Chile är medlem i Förenta nationerna sedan organisationens första början, och är ett av de 51 ursprungliga medlemsländerna som grundade organisationen den 24 oktober 1945. Chile är även medlem i Organization of American States, ALALC, Latinska unionen samt Asia-Pacific Economic Cooperation.

## Etymologi
Det finns flera teorier om ursprunget till namnet Chile. Enligt 1600-talsförfattaren Diego de Rosales kallade inkaindianerna dalen vid Aconcagua för "Chili", efter en förvanskning av namnet på picuncha-hövdingen Tili, som härskade över området vid den tid då inkaindianerna erövrade området på 1400-talet. En annan teori pekar på likheten mellan Aconcagua-dalen och dalen vid Casma-floden i Peru, där det fanns en by och en dal som hette Chili.
Andra teorier säger att namnet kan härledas av ett ord från ett indianskt ord som antingen betyder "jordens slut" eller "måsar" från Mapuche-ordet chilli, något som kan betyda "där landet slutar", eller från quechua-ordet "chiri", som betyder "kall" eller "den djupaste platsen på jorden". Ytterligare ett förslag på namnets ursprung är från det onomatopoetiska "cheeele-cheele", vilket är mapuchernas egna imitation av den gulvingade starens sång - en fågel som lokalt kallas trile.
De spanska conquistadorerna hörde namnet från inkaindianerna. De få som överlevde från Diego de Almagros första spanska expedition söder om Peru kallade sig själva för "männen från Chilli". Almagro gav Mapocho-dalen namnet "Chile" och det är därför som han har erkänts som den person som började ge namnet spridning.

## Historia

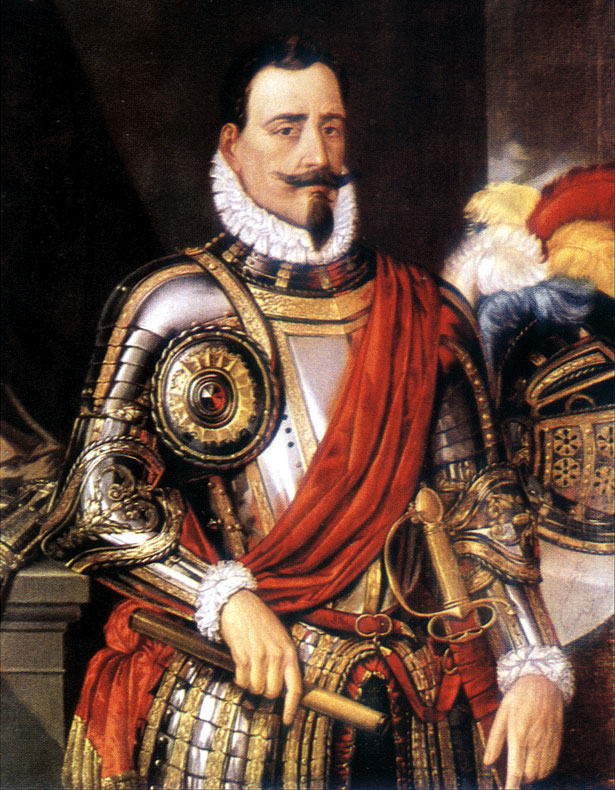
Pedro de Valdivia.

### Chiles fornhistoria
Före spanjorernas ankomst var Chile bebott av olika nomadiska stamfolksgrupper. De äldsta arkeologiska lämningarna i landet har påträffats i Monte Verde, nära staden Puerto Montt och har daterats till 14 800 f.Kr. Andra fynd som har påträffats i grottan Fell, en arkeologisk plats i Eldslandet (Chiles sydligaste bebodda plats), tyder på att den mänskliga närvaron sträcker sig tillbaka till 7000 f.Kr.
Klimatförändringar som inträffade cirka 6000 f.Kr. förändrade människornas vanor drastiskt: Atacamaöknen formades och många arter försvann. Ursprungsbefolkningen fick anpassa sig till ett varmare klimat och många flyttade från norr till kust- och Centraldalen. I samband med detta grundades de största folkgrupperna: Atacameños och Aymaras i norr, Diaguitas i norte chico ("lilla norr"), Changos på den norra kusten, Mapuchefolk i centrala dalen, och Chon, Alacalufes samt Onas och Yaganes i Patagonien.

Karta över del av Chile från 1597 av Cornelius van Wytfliet (Kungliga biblioteket).

Under 1500-talet påverkades ursprungsbefolkningens kultur av Inkariket genom inkaledarnas Pachakutiqexpeditioner som slutfördes under ledning av Sapa Inca Huayna Cápac och Sapa Inca Túpac Yupanqui. Inkafolket bredde ut sig söderut över Aymaras, Atacameño och Diaguitas picunches områden och fick sin sydliga gräns vid norra delen av Maulefloden (efter slaget vid Maule mot Mapuchefolket).
Samtidigt som Inkafolket bredde ut sig utvecklades en avancerad kultur med polynesiska karaktär på Påskön (Rapa Nui). Rapa Nuis kultur utvecklade ett eget språk och skrivspråk (som gått förlorat) och stora skulpturer (moais) byggdes. Någon gång mellan 1600- och 1800-talen inträffade ett inbördeskrig som kom att utplåna de flesta spår av denna civilisation.
Av de cirka 17 ursprungliga befolkningsgrupperna som fanns i Chile har 11 försvunnit. De som har överlevt är Mapuche, Aymara, Quechua, Rapa Nui, Huilliche och Pehuenche.

### Kolonialperioden
1520 blev Ferdinand Magellan den förste europén som utforskade Chile; området Magellans sund uppkallades efter honom.
Spanjorerna anlände till Chile efter inkaimperiets fall 1535.
Diego de Almagro var den förste som skickades för att utforska landet men enligt egen utsago utan att finna något av värde. Den 12 februari 1541 grundade Pedro de Valdivia Santiago de Nueva Extremadura, och samma år annekterade Valdivia landet åt Kastilien.
Efter att ha korsat floden Bío-Bío mötte han oväntat motstånd från mapuchefolket, vilket ledde till Araucokriget.
Valdivia grundade flera städer och befästningar i södra Chile men stupade år 1553 efter slaget vid Tucapel när han stred mot mapuchefolkets ledare Lautaro. Mapuche-indianerna var den enda ursprungsbefolkningen i Amerika som inte blev besegrade av spanjorerna.
Vid sekelskiftet utbröt ett allmänt uppror bland ursprungsbefolkningen under vilket alla städer i Chile söder om Bío-Bíofloden ödelades. Endast staden Valdivia återuppbyggdes, denna gång med starka befästningar. Chile hade vid den tiden blivit besvärande för myndigheterna i Peru, som ansvarade för Chile inför kungen. Chile var länge en av de fattigaste kolonierna i Amerika.

### Självständigheten

#### Tidig historia

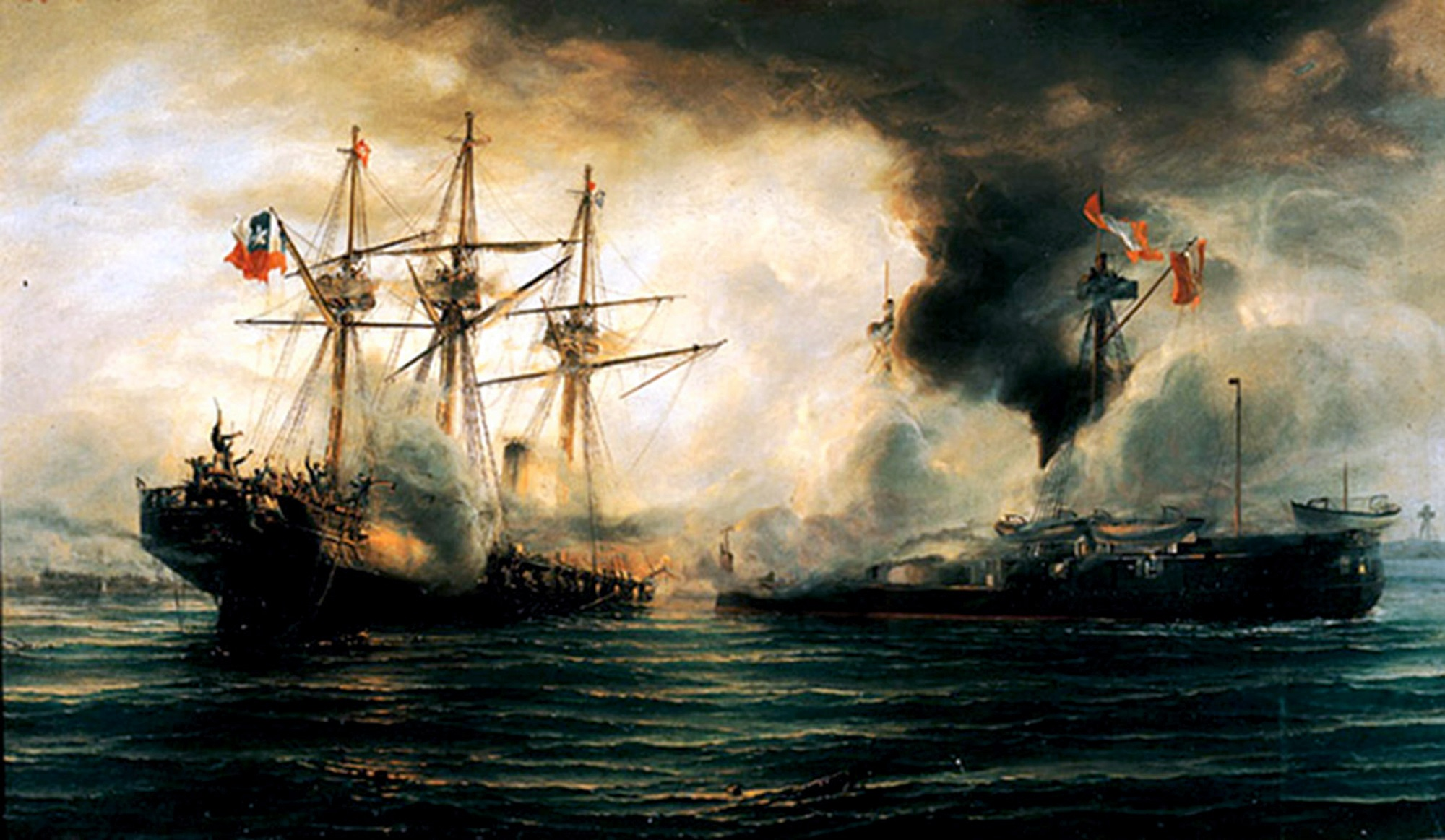
Salpeterkriget utanför Iquique 21 maj 1879.

År 1810 påbörjades självständighetsprocessen i Chile efter att landet hade varit en spansk koloni. Efter slaget vid Chacabuco den 12 februari 1817 med Bernardo O'Higgins och José de San Martín blev Chile ett år senare officiellt självständigt. Bernardo O'Higgins blev Chiles förste politiske ledare (Director Supremo) och regerade mellan 1818 och 1822. Detta blev startpunkten på en stolt demokrati-tradition, som endast avbröts under anarkin på 1830- och 1930-talen.
Chile var också i krig mot Bolivia och Peru från 1879 till 1884, i det som kallades Stillahavskrigen (Guerra del Pacifico eller War of the Pacific). Chile vann kriget och kunde utöka sitt territorium med nästan en tredjedel. Bolivia blev utan kust och Peru förlorade tre provinser (en provins av dessa återgick till Peru på 1920-talet). Efter kriget tog konflikten Araucokriget (som pågått i 300 år) slut 1881.
Påskön hamnade under chilensk administration 1888.
1958 valdes den oberoende högerkandidaten Jorge Alessandri med 31,6 procent. Kort därefter ställdes denne inför det kaos som orsakats av jordbävningen 1960, den kraftigaste som noterats i historien, vilket dock inte hindrade förverkligandet av fotbolls-VM 1962. Högern fruktade en seger för presidentkandidaten Salvador Allendes Unidad Popular, varför man stödde kristdemokraten Eduardo Frei Montalva som valdes till president 1964; en valseger som stor del kunde tillskrivas ett omfattande stöd från USA. Trots två reformförsök, frihetsrevolution genom jordreformer och förstatligande av kopparn i slutet av hans mandattid, uppstod politiska spänningar som ledde till en serie av sammandrabbningar. Den politiska oron fortsatte att stiga.

#### Chile under Allende

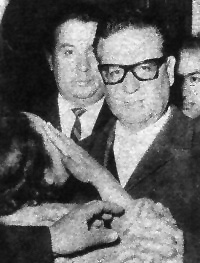
Salvador Allende.

1970 blev vänsterkandidaten Salvador Allende Chiles president med 36,6 procent av rösterna. Allende kandiderade för en koalition av vänsterpartier, Unidad Popular. Han presenterade ett demokratiskt socialistiskt program som bland annat syftade till att socialisera en del större industrier såsom koppargruvor samt satsningar på en offentlig sektor med sjukvård och utbildningsväsende. Att en vänsterkandidat blivit vald till president i Chile uppskattades inte av USA:s administration som hade politiska intressen i Latinamerika och stödde högern. Dessutom ägdes en del av Chiles koppargruvor av amerikanska bolag.
Allende initierade omfattande reformer, med kraftig höjning av arbetarnas löner och förstatligande av delar av industrin, bankerna och koppargruvorna. Spontana jord- och fabriksockupationer skrämde många. 1972 försämrades ekonomin väsentligt, på grund av en långt driven fördelningspolitik, tillsammans med hamstring, sabotage och uteblivna investeringar, i förening med omfattande destabiliseringsaktioner från CIA USA blockerade internationella krediter till Chile, hindrade import av viktiga reservdelar och stödde den extrema högern. 1973 ökade Unidad Popular sitt väljarstöd och fick 43 procent av rösterna till parlamentet. Inflationen nådde 150 procent år 1973.
Som en reaktion på propagandakampanjer från CIA stängde regeringen för en kort tid ett antal tidningar och tidskrifter.
Regeringen lät militanta grupper som MIR ostraffat ockupera jordegendomar, men Allende hade aldrig full kontroll över sina egna anhängare och medarbetare. Stora problem uppstod i landet bland annat till följd av blockader och strejker. Parlamentet, där Nationella partiet (Partido Nacional) och Kristdemokraterna samarbetade och hade en majoritet av platserna, antog den 22 augusti med 81 röster mot 47 en resolution som förklarade Allenderegimen olaglig.
Resolutionen uppmanade ministrar, militärer och poliser att ta sitt ansvar och återställa ordningen och rätten. Detta i sig var en uppmaning till statskupp. Allende svarade med att jämföra parlamentet med en cirkus, men noterade också att resolutionen innebar en uppmaning till militärkupp.

#### Militärkuppen
Den 11 september 1973 genomfördes en militärkupp ledd av generalen Augusto Pinochet, som var ideologiskt åt höger, med CIA:s stöd. Allende, som befann sig i det stormade presidentpalatset, dog samma dag. Han befann sig inne i presidentpalatset då fientliga trupper var på väg att inta huvudstaden. Chiles rättsmedicinska verk bekräftade Allendes självmord efter en obduktion. Många av de verksamma inom vänstern avrättades, bland annat hela ledningen för kommunistpartiet.
En militärdiktatur med Pinochet som ledare inrättades och alla organisationer som inte kunde kontrolleras av juntan, med undantag av kyrkan, förbjöds. Att Pinochet inledningsvis stöddes av stora delar av medelklassen och många kristdemokrater kan förklaras med att de trodde att diktaturen var en övergående period som var nödvändig för att återställa status quo som rådde före 1970. Men de upptäckte snart att militären hade egna politiska mål och att ingen opposition tilläts.

#### Chile under Pinochet

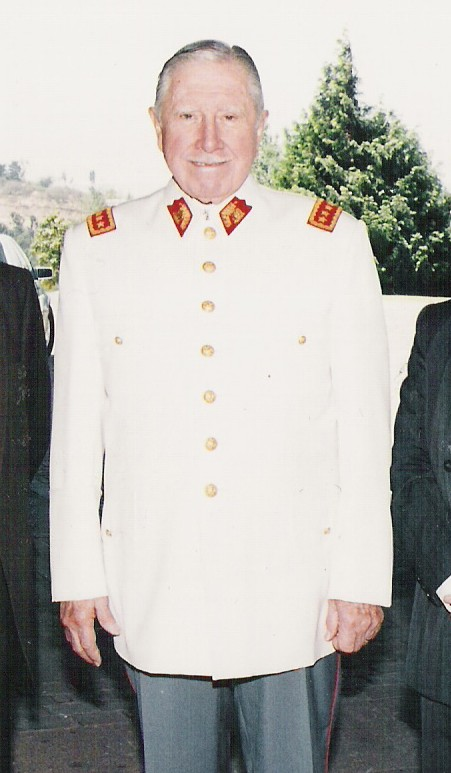
Augusto Pinochet.

##### Brott mot mänskliga rättigheter
Omedelbart efter kuppen startades en häxjakt på oppositionella med omfattande brott mot de mänskliga rättigheterna. Enligt Rettingrapporten och Valechkommissionen dödades under de följande åren minst 2 115 personer och minst 27 265 torterades, därav 88 barn. Uppgifter publicerade 2009 anger att under åren 1973–1990 blev omkring 3200 personer mördade och minst 50 000 utsatta för tortyr på grund av sina politiska åsikter. Mellan 150 000 och 200 000 personer passerade någon gång juntans häkten. Oppositionen tvingades att gå under jorden eller att gå i exil. Fast till exempel den samtida Videlaregimen i Argentina var flera gånger mer blodbesudlad och dessutom mer kortlivad, så kom Chile och Pinochets namn att bli sinnesbilden för en hänsynslös och korrumperad militärdiktator, en bild som bekräftades efter hans avgång, då stora tillgångar i banker i Hongkong uppdagades.
Ett exempel på kuppmännens brutalitet är behandlingen av sångaren Victor Jara. Dagen efter kuppen blev Jara tillsammans med tusentals andra förd som fånge till fotbollsarenan Estadio Chile (idag Estadio Victor Jara). Under de dagar som följde blev Jara upprepande gånger slagen och torterad; benen i hans händer blev sönderslagna såväl som hans revben. Tidigt på morgonen den 16 september avrättades han med 41 kulspruteskott och dumpades på en väg i utkanten av Santiago. Vicepresident Carlos Prats och utrikesminister Orlando Letelier mördades i exil i Paraguay och USA, troligen av agenter från DINA, den militära säkerhetstjänsten.
Under 1980-talet lindrades situationen, samtidigt som ledande oppositionella fortsatte att utsättas för attentat. Eduardo Frei Montalva, som genom sin misstroendeförklaring i senaten mot Allende utlöst händelserna 1973, avled 1982, troligen förgiftad med senapsgas.

##### Förändrad ekonomisk politik
Efter att militären tog över regeringsmakten 1973 sjösattes en rad dramatiska ekonomiska reformer, men den chilenska ekonomin var fortsatt instabil månader efter kuppen. Militärjuntan saknade kompetensen att sköta ekonomin och tillsatte därför en grupp ekonomer som utbildats i USA vid University of Chicago, även kallade Chicago Boys. Med finansiellt och ideologiskt stöd av USA, Pinochet och internationella finansinstitutioner förordade Chicago Boys en ekonomisk politik baserad på laissez-faire och nyliberala marknadsprinciper samt en i övrigt konservativ finanspolitik. Politiken stod i stark kontrast till Allendes ekonomiska program. Chiles ekonomi förändrades drastiskt, från att ha varit en isolerad ekonomi med stor statlig inblandning, till en avreglerad, öppen ekonomi, där marknadskrafterna hade stor frihet att styra de flesta ekonomiska besluten. Trots en utpräglad vänsterprofil fortsatte de ekonomiska reformerna under de efterföljande demokratiska regeringarna, och 2019 är Chile en av världens mest avreglerade ekonomier på plats nitton i The Economists rankning. Inledningsvis ledde det till en ekonomisk depression med arbetslöshet på 20 procent och halverade reallöner. Chiles ekonomi genomgick både perioder av hög tillväxt (1977–1981 och 1984–1990) och av akut depression (1982–1983). Under 1980-talet förbättrades ekonomin och Chile var en av de mest framgångsrika länderna i Sydamerika när Pinochet efterträddes av Patricio Aylwin, den första demokratiskt valde presidenten efter diktaturåren.

##### Sociala konsekvenser
Den ekonomiska politiken som företräddes av Chicago Boys och som implementerades av militärjuntan innebar att flera ekonomiska indikatorer för Chiles arbetarklass försämrades. Mellan 1970 och 1989 genomfördes flera stora nedskärningar i den offentliga välfärden och sänkningar av löner. Lönerna sjönk med åtta procent. Stöd till familjer i form av barnbidrag var 1989 endast 28 procent av vad de varit 1970, och budgetanslagen till utbildning, hälsovård och bostäder hade minskat i snitt med över 20 procent. Den massiva ökningen av militära utgifter (+120 procent) och nedskärningarna i de offentliga välfärdstjänsterna sammanföll med lönesänkningar och en stadigt ökande arbetslöshet, som låg på i genomsnitt 26 procent under den världsomspännande ekonomiska nedgången 1982–1985, och nådde så småningom 30 procent.
Från 1960-talet har Chile förvandlats från ett medelinkomstland med en moderat utvecklingsnivå till att närma sig de mest utvecklade länderna. Under diktaturåren förbättrades flera sociala indikatorer. Spädbarnsdödligheten före fem års ålder minskade från 66 till 26 barn 1975–1988 och den förväntade medellivslängden ökade från 65 till 72 år under perioden 1975–1987 samtidigt som den sociala sektorns andel av de offentliga utgifterna ökade. Andra indikatorer som förbättrades under perioden var tillgången till rent vatten där Chile hörde till de länderna som gjorde snabbaste framstegen 1975–1988 liksom läskunnighet.
Militärjuntan förlitade sig på stödet från medelklassen, oligarkin, stora utländska företag och utländska lån för att hålla sig kvar vid makten.

##### Utbildningspolitik
Den 7 mars 1990 presenterades en utbildningspolitisk reform, Ley Organica Constitucional de Educacion (Författningslagen för utbildning) (LOCE), som verkställdes 10 mars samma år, den sista dagen för Augusto Pinochets sexton år långa diktatur. Reformen föreskrev en avveckling av den offentliga skolan i Chile. Ekonomen Manuel Riesco har framfört att den nyliberala politiken sammantaget inneburit att andelen elever och studenter, i både offentliga och privata institutioner, i relation till hela befolkningen minskat från 30 procent 1974 till 25 procent 1990. Enligt Riesco har Chile halkat efter Argentina och Uruguay som båda har en dubbelt så hög elevtäckning (64 procent), och skillnaden blir större mot ännu högre utvecklade länder som Sydkorea som har en elevtäckning på 98 procent.

##### Internationellt
Chile hade länge haft ett spänt förhållande till Argentina och under Falklandskriget 1982 gav man ett passivt stöd till Storbritannien.

##### Efterspel
En domare i Chile beordrade i september 2009 att omkring 120 före detta militärer som misstänks för politiska mord under Augusto Pinochets militärdiktatur ska gripas. Vittnesmål från en före detta anställd inom säkerhetstjänsten har varit avgörande när undersökningsdomaren Victor Montiglio rekonstruerat vad som hände i de hemliga förhörscentraler som sattes upp efter militärkuppen 1973. Rättsprocessen är den mest omfattande sedan Chiles återgång till demokrati. De flesta av de aktuella brotten begicks i samband med tre militära operationer. Den mest kända är Operation Condor där Chile samarbetade med säkerhetstjänsterna i Argentina, Bolivia och Brasilien. De andra operationerna gick under kodnamnen "Colombo" och "Conferencia".

#### Åter demokrati
Chiles konstitution antogs i en folkomröstning 11 september 1980 med 67 procent av rösterna. Processen har beskrivits som mycket ovanlig och odemokratisk. Den nya grundlagen trädde i kraft 11 mars 1981.
Den nya grundlagen stadgade att övergång till demokrati skulle ske genom en ny folkomröstning som skulle hållas inom åtta år, då juntans man skulle kandidera mot oppositionen i fria val. I denna omröstning, som hölls 5 oktober 1988 misslyckades Pinochet med att bli omvald för en andra ämbetsperiod på åtta år, med siffrorna 44 procent mot 56 procent. Chilenarna valde en ny president och majoriteten av en tvåkammarkongress 14 december 1989. Kristdemokraten Patricio Aylwin, kandidat för en koalition av 17 partier kallad Concertación, fick en absolut majoritet av rösterna, 55 procent. President Aylwin tjänstgjorde mellan 1990 och 1994, som betraktas som en övergångsperiod.
1994 valdes Eduardo Frei Ruiz-Tagle till landets president. Hans regering kännetecknas av en ekonomisk framgång tack vare öppnandet av den chilenska marknaden för omvärlden, men i slutet av hans regering blir landet plågat av en ny kris. Samtidigt sker gripandet av Pinochet i London och det gör att de politiska skillnaderna mellan hans anhängare och motståndare återuppstår. Pinochet återvänder efter två års internering i den brittiska huvudstaden.
År 2000 valdes Ricardo Lagos, den tredje presidenten efter att demokratin återinförts. Anklagelser om korruption förvärrar situationen i början av hans mandat, men sedan blir han väldigt populär, på grund av landets ekonomiska återhämtning. Detta trots de omfattande klagomålen över arbetslöshet, brottslighet, hälsa och utbildning. Lagos uppnår nivåer av godkännande som uppnår 75 procent av befolkningen i samband med internationellt deltagande i säkerhetsrådet i FN och dess förkastande av invasionen av Irak och undertecknandet av frihandelsavtal med EU, USA och Sydkorea, bland annat.

I presidentvalet i Chile 2005–2006 segrade Michelle Bachelet med 53,5 procent av rösterna i andra valomgången. Hon blev därmed den första kvinnliga presidenten i landets historia. Nästa presidentval gick av stapeln i december 2009–januari 2010. Valet vanns av Sebastián Piñera med 51,6 procent över Eduardo Freis 48,4 procent i andra omgången. Piñera var president från år 2010 till 2014. Bachelet och Piñera har turats om som presidenter sedan Bachelet tog över första gången som president år 2006. Hon efterträddes av Piñera som alltså i sin tur lämnade över presidentposten till Bachelet år 2014. I presidentvalet i Chile 2017 segrade ex-presidenten och miljardären Sebastián Piñera med klar marginal  och han gjorde comeback som president i Chile 2018. I december 2021  blev vänsterpolitikern Gabriel Boric Chiles nästa president, han fick 55 procent av rösterna mot 45 för motståndaren José Antonio Kast. Boric, 35 år, blev Chiles yngsta president hittills och den yngsta i Latinamerika.

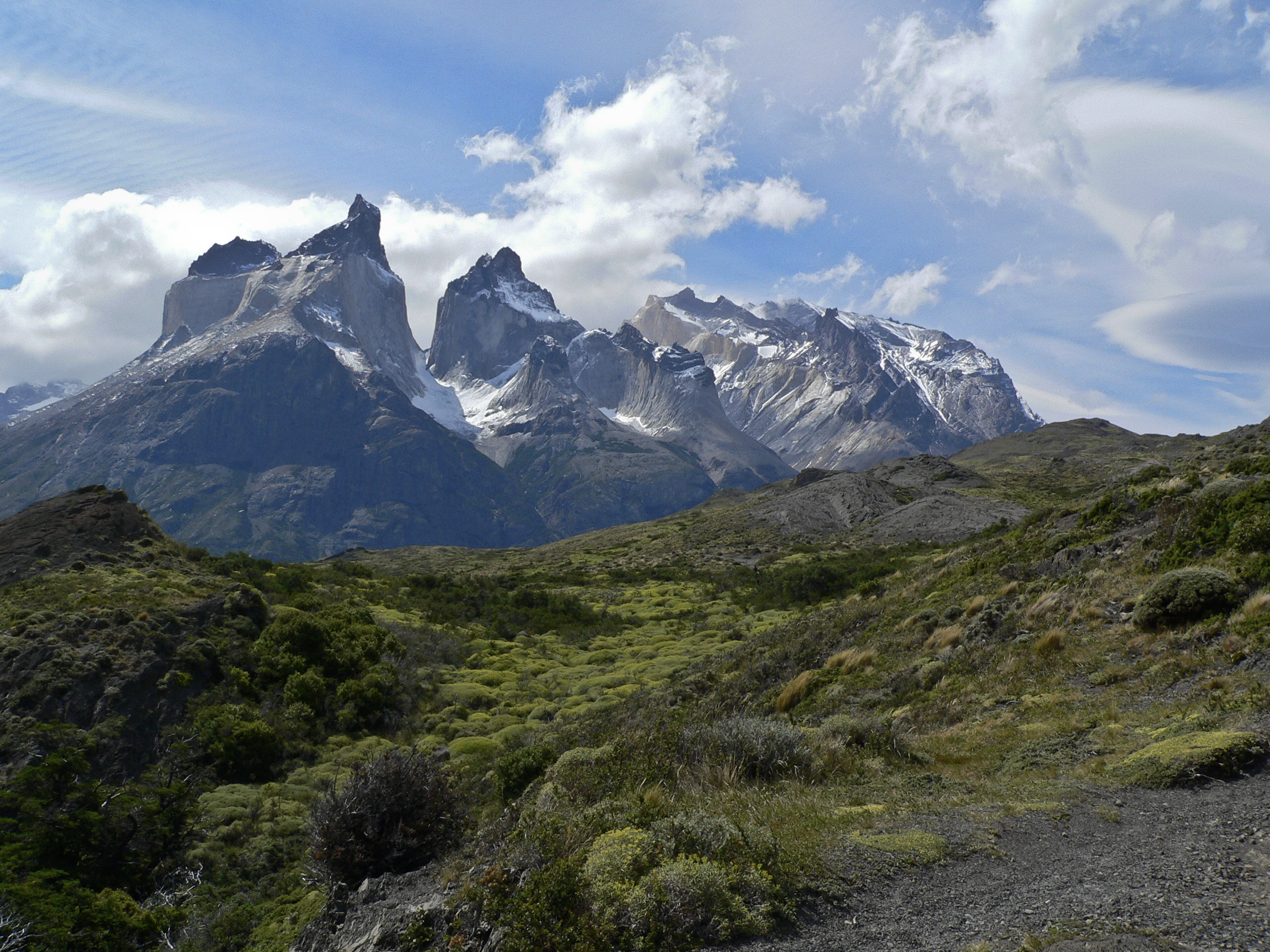
Torres del Paine.

## Geografi

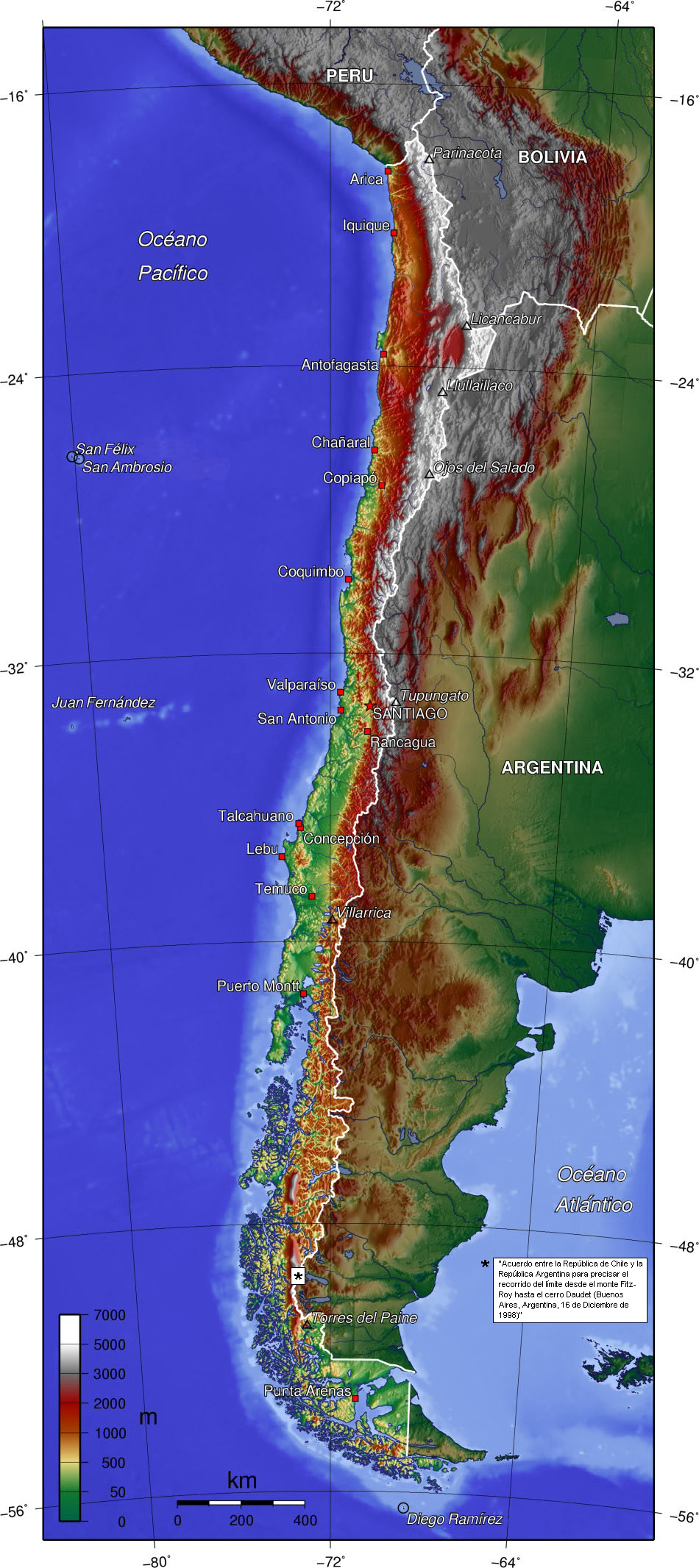
Chiles topografi.

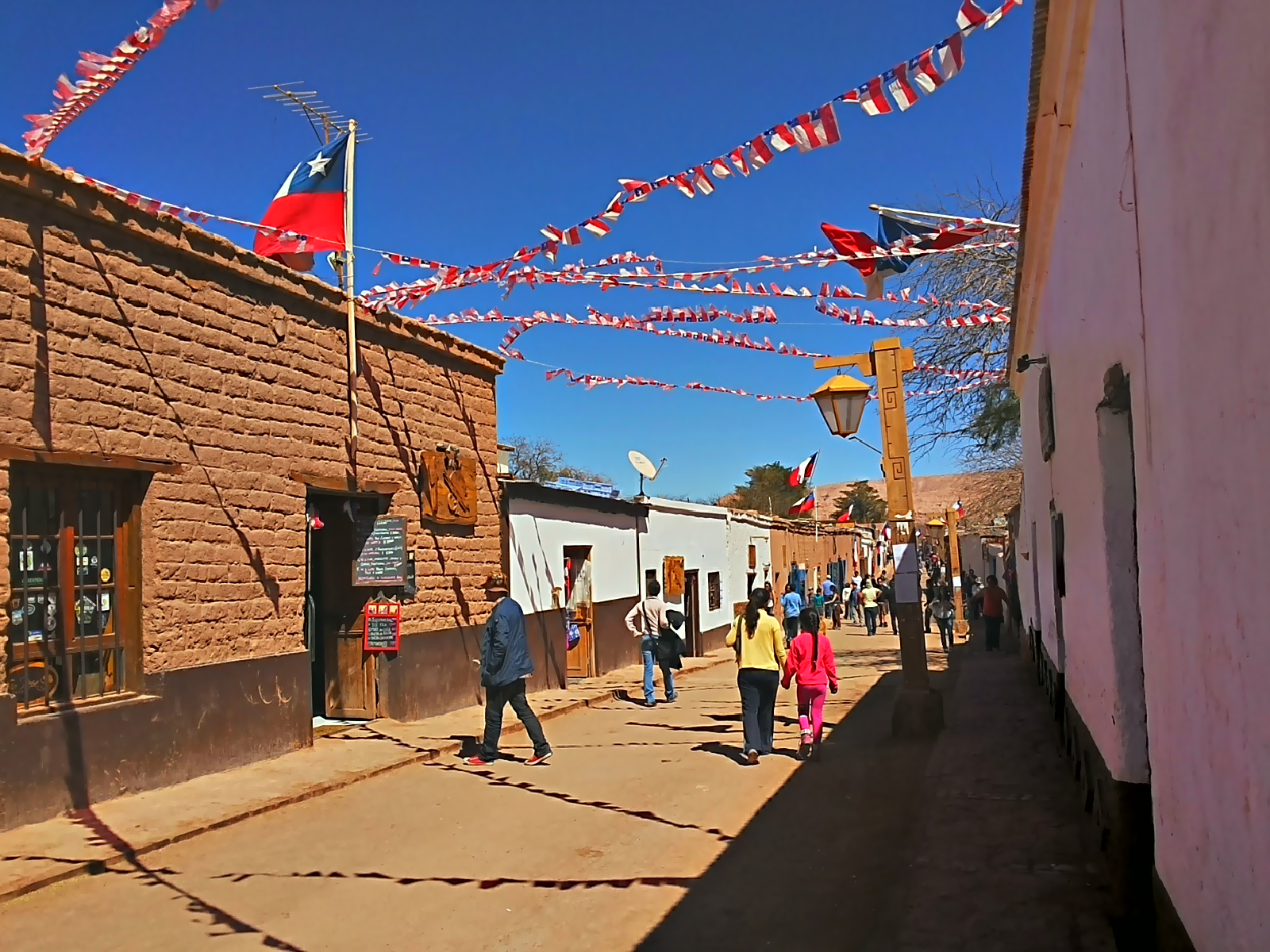
Atacama.

Chile är ett långsmalt land, skulle man sträcka Chiles längd från nordligaste punkt till sydligaste, kan man jämföra det med sträckan Moskva - Madrid på den europeiska kontinenten.
Chile sträcker sig mellan Anderna och Stilla havet som en 430 mil lång landremsa. Nordligaste stad är Arica, som ligger endast ett par kilometer från gränsen till Peru, medan staden Punta Arenas vid Magellans sund är den största staden i världen på så sydlig breddgrad medan Puerto Williams är Chiles och världens sydligaste stad totalt sett.

### Topografi
Landet domineras av Andernas nord-sydliga parallellkedjor, där flera toppar når över 6 000 m. Högsta berget är Ojos del Salado ("Saltsjö-ögonen") på 6 879 meter över havet. Floderna börjar högt uppe i Anderna och har många fall; den viktigaste är Bío-Bío i centrala Chile. Längsta floden är Loa, cirka 44 mil lång. Vid kusten och i södra Chile (Patagonien) är bergen lägre. Eldslandets höga berg längst i söder är delvis glaciärtäckta. Här utbreder sig en stor skärgård utanför det karga fjordlandskapet. Vattnen kring Kap Horn hör till världens stormigaste. Norra Chile påverkas av den kalla Humboldtströmmen, som rinner från söder. Den ger ett svalt och mycket torrt klimat. Ökenregionen i norr är rik på koppar och salpeter. Relativt kalla havsströmmar och fuktiga västvindar ger stor nederbörd i söder, där skogen dominerar. Mellersta Chile är ett bördigt jordbruksdistrikt med behagligt medelhavsklimat.
Anderna höjer sig fortfarande på grund av att nazcaplattan och antarktiska kontinentalplattan glider in under sydamerikanska kontinentalplattan. Processen medför aktiva vulkaner och det förekommer allvarliga jordbävningar samt tsunamier. De kraftigaste jordbävningarna hittills skedde 22 maj 1960 i Valdivia (9,5), 3 mars 1985 utanför Valparaíso (8,0) samt 27 februari 2010 utanför Concepción (8,8).

### Klimat
Klimatet i Chile är tempererat men med stora variationer. Man kan dela Chile i fem olika zoner, i norr finns en ökenzon (Atacamaöknen) som tillhör jordens torraste, något söderut mellan städerna Copiapó och Illapel finns en halvöken.
I mellersta Chile finns de viktigaste städerna och den största delen av befolkningen. Intensivt jordbruk bedrivs här tack vare bördig jord, regniga vintrar och torra, heta somrar. Klimatet kan jämföras med Sydeuropas, med soliga somrar och nederbörd i vintertid.
Sydzonen mellan städerna Concepción och Puerto Montt lämpar sig för jordbruk, eftersom den är rik på sjöar.
Längre ner i söder finns stora sammanhängande skogsområden. Längst ner ligger råkalla Eldslandets övärld. Det långa avståndet mellan norr och söder med höjdskillnaderna inom landet gör att Chiles klimat växlar.

### Miljöproblem
Några av Chiles miljöproblem är luft- och vattenföroreningar samt en stor avverkning av skogen. Landet har skrivit under avtal om förbud mot kärnvapenprov och ratificerat Kyotoprotokollet.

## Styre och politik

### Författning och styre
Chile är en konstitutionell republik. Landets parlament – nationalkongressen – består en senat på 80 ledamöter och en andrakammare bestående av en ledamot per cirka fem kommuner.

### Administrativ indelning
Chile var fram till 2006 indelat i 13 regioner, då två nya regioner tillkom Los Ríos i södra Chile (region XIV), och Arica y Parinacota i norra Chile (region XV) (numreringen hoppade över region XIII). Varje region har som högste statlige ämbetsman en intendent utnämnd av republikens president. Varje region är indelade i provinser (till ett antal av 53), som i sin tur är indelade i kommuner (ca 350). Provinserna står under en guvernör utnämnd av presidenten, kommunerna under en borgmästare vald av kommunmedlemmarna.
| NR   | Region                                    | Huvudstad    | Area              | Invånare  |  |
| ---- | ----------------------------------------- | ------------ | ----------------- | --------- |  |
| I    | Tarapacá                                  | Iquique      | 58.698,1 km²      | 428.594   |  |
| II   | Antofagasta                               | Antofagasta  | 126.049,1 km²     | 493.984   |  |
| III  | Atacama                                   | Copiapó      | 75.176,2 km²      | 254.336   |  |
| IV   | Coquimbo                                  | La Serena    | 40.579,9 km²      | 603.210   |  |
| V    | Valparaíso                                | Valparaíso   | 16.396,1 km²      | 1.539.852 |  |
| RM   | Region Metropolitana de Santiago          | Santiago     | 15.103,2 km²      | 6.061.185 |  |
| VI   | Libertador General Bernardo O'Higgins     | Rancagua     | 16.387,0 km²      | 780.627   |  |
| VII  | Maule                                     | Talca        | 30.296,1 km²      | 908.097   |  |
| VIII | Biobío                                    | Concepción   | 37.062,6 km²      | 1.861.562 |  |
| IX   | La Araucanía                              | Temuco       | 31.842,3 km²      | 869.535   |  |
| X    | Los Lagos                                 | Puerto Montt | 67.013,1 km²      | 1.073.135 |  |
| XI   | Aysén del General Carlos Ibáñez del Campo | Coyhaique    | 109.648,1 km²     | 91.492    |  |
| XII  | Magallanes y de la Antártica Chilena      | Punta Arenas | 132.297,2 km² (1) | 150.826   |  |

### Politik
Chile hade till skillnad från många andra länder i Sydamerika en lång demokratisk tradition före militärdiktaturen, som varade i 17 år mellan 1973 och 1990. Sedan 1990-talet har landet åter demokratiskt styre.
Konstitutionen föreskriver delad makt. Den är delad mellan presidenten, som är den verkställande makten, senaten med 38 senatorer som väljs av folket för en mandattid på åtta år, och deputeradekammaren på 120 medlemmar direktvalda genom allmänna val. Nationalkongressens båda kamrar utgör den lagstiftande makten.
Dessutom finns domstolar ledda av Högsta Domstolen, som är en självständig institution för övervakning av rättvisan. HD utgör den tredje statsmakten. Men grundlagen är från 1980, från diktaturtiden, och innehåller trots många förändringar flera kontroversiella inslag.

### Försvar

#### Väpnade styrkor

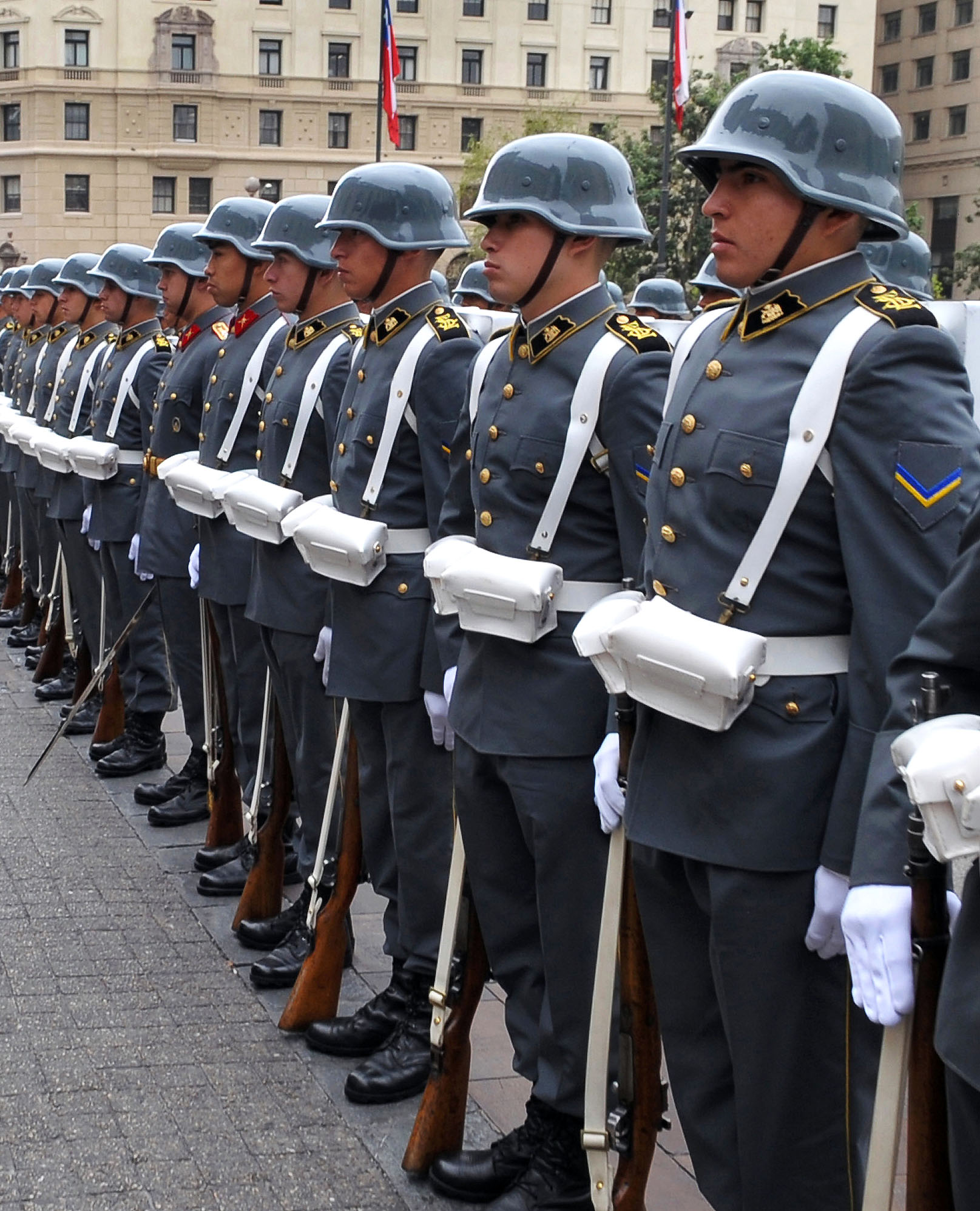
Chilenska soldater i trupparaddräkt 2009.

Försvarsmakten i Chile - Fuerzas Armadas de Chile - består av armén - Ejército de Chile - grundad 1810, marinen - Armada de Chile bildad 1818 och flygvapnet - Fuerza Aérea de Chile - bildat 1930. Försvarsmakten lyder under republikens president genom försvarsministern. Allmän värnplikt för män finns och tjänstgöringsplikten omfattar 12–24 månader. Chile är ett av de länder i världen som spenderar mest pengar på militärutrustning i relation till sin BNP (cirka 3,8 procent), runt 3240 miljoner dollar årligen. En stor del av finansieringen utgörs kopparexporten, där 10 procent av exporten går till militären enligt konstitutionen.
Arméns grundorganisation består av 45 000 soldater i sju divisioner och en arméflygbrigad. Mobiliseringsorganisationen består av 250 000 soldater. Pansartrupperna är utrustade med 140 stridsvagnar Leopard 2A4, som tidigare tillhört Tysklands försvarsmakt.
Marinen består av 13 000 sjömän och 5 000 marininfanterister. Flottan har 66 ytstridsfartyg, varav 8 fregatter. Huvudbas är Valparaíso. De fyra ubåtarna är baserade i Talcahuano. Marinflyget är utrustat med transport- och fjärrspaningsflyg samt attackhelikoptrar. Marininfanteriet är organiserat i fyra bataljonsstridsgrupper.
Flygvapnet består av 11 000 flygsoldater i fem flygflottiljer med flygbaser i respektive Iquique, Antofagasta, Santiago, Puerto Montt och Punta Arenas. Det finns också en flygbas på King George Island i Antarktis. General Dynamics F-16 Fighting Falcon är det viktigaste stridsflygplanet.

#### Polis
Polisväsendet i Chile är tudelat, den "vanliga" ordningspoliskåren utgörs av – Carabineros de Chile (karabinjärerna) - bildad 1927, som administrativt lyder under försvarsdepartementet och operativt under inrikesministeriet. Den civila kriminalpoliskåren - Policía de Investigaciones de Chile (PICH) – bildad 1933 och är underställd den chilenska åklagarmyndigheten.
Det finns även ett gendarmeri - Gendarmeria de Chile - bildat 1929, med ansvar för landets kriminalvård, som lyder under justitieministeriet.

## Ekonomi och infrastruktur
Chile är en av världens mest marknadsinriktade ekonomier karakteriserad av en stor utrikeshandel. Chile räknas till Sydamerikas mest industrialiserade länder och industrivaror ger numera omkring 1/3 av exportinkomsterna. Tidigare dominerade tillverkning av konsumtionsvaror, men den tunga industrin har byggts ut: järn- och stålverk, skogsindustri och kemisk produktion. De långa avstånden skapar problem, och kommunikationerna är bäst utbyggda i centrala Chile. I söder spelar kustsjöfart och flyg en viktig roll. Industrin förstatligades på 1970-talet, vilket dock senare upphävdes med undantag för gruvindustrin. Militärregimen välkomnade utländskt kapital och förde en utpräglat nyliberal marknadspolitik. Det ledde till en mycket snabb ekonomisk tillväxt, och Chile framhölls som ett "ekonomiskt under" i Latinamerika. Men den ohämmade marknadsekonomin resulterade också i ett växande antal fattiga och allt djupare samhällsklyftor.
Chiles ekonomi är en av Latinamerikas starkaste och mest dynamiska ekonomier. Den årliga tillväxten har legat mellan 4 och 5 procent de senaste åren. Mellan 1991 och 1997 var tillväxten i BNP i genomsnitt 8 procent årligen. Landet har som första land i Sydamerika blivit medlem i Organisationen för ekonomiskt samarbete och utveckling, och har frihandelsavtal med bland annat Mercosur, Europeiska unionen, USA, Kina, Sydkorea och Centralamerika. Andra viktiga ekonomiska samarbeten är Asia-Pacific Economic Cooperation, Sydamerikanska nationernas union och Mercosur.
Arbetslösheten är dock hög (8 procent) med en Human Development Index (levnadsstandard) som ligger i samma rankning som Spanien.
Utländska ekonomiexperter hade satt år 2010 som året då Chile blir ett i-land, men det ser inte ut att kunna uppfyllas så länge man inte får bukt med fattigdomen, som ligger på 13,1 procent (2008). Chile har dock minskat fattigdomen med 50 procent sista 15 åren och är långt före alla andra latinamerikanska länder.

### Näringsliv

#### Jord-,skogsbruk och fiske
Jordbruket bedrevs på storgods fram till 1970-talet, då det förstatligades av socialisterna för att senare privatiseras av militärregimen. I centrala Chile, som har medelhavsklimat, odlas frukt, vin, ris och grönsaker, söderut bland annat vete och sockerbetor. Här finns också stora boskapshjordar och längst i söder bedrivs fåravel. Skogsbruket (barrträd och inplanterad eukalyptus) är betydande, liksom fisket. Humboldtströmmen i norr är ett av världens rikaste fiskevatten; en stor del av fångsten exporteras som fiskmjöl (kreatursfoder).
Trots att stora delar av landet utgörs av oländig bergsterräng eller torra ökenområden så bedrivs ett intensivt jordbruk. Det är främst i dalarna mellan Anderna och kustbergen som jordbruket bedrivs. Jordbruket har vuxit i omfattning de senaste åren och Chile har gått från att vara importör av livsmedel till att bli en viktig exportör.
Vin- och fruktindustrin är bland de viktigaste exportindustrierna.

#### Energi och råvaror
Chile är ett mineralrikt land. Det hade länge världsmonopol på natursalpeter och landet hör till de ledande kopparexportörerna med omkring 25 procent av världens kända reserver. Molybden, järnmalm, guld, silver och mangan utvinns också. Landet har gott om vattenkraft och har dessutom en del kol, olja och naturgas.

#### Industri
Landet producerar exempelvis vin, vindruvor, äpplen, vattenmeloner, avokado och övrig frukt, koppar, salpeter, invest, lax, bioteknik, design, kemi och träprodukter.

### Infrastruktur

#### Utbildning och forskning
År 2015 var andelen analfabeter i befolkningen 2,5 procent. Bland männen uppgick andelen till 2,4 procent, medan den bland kvinnorna var något högre, 2,6 procent.

## Befolkning

### Demografi

#### Större städer

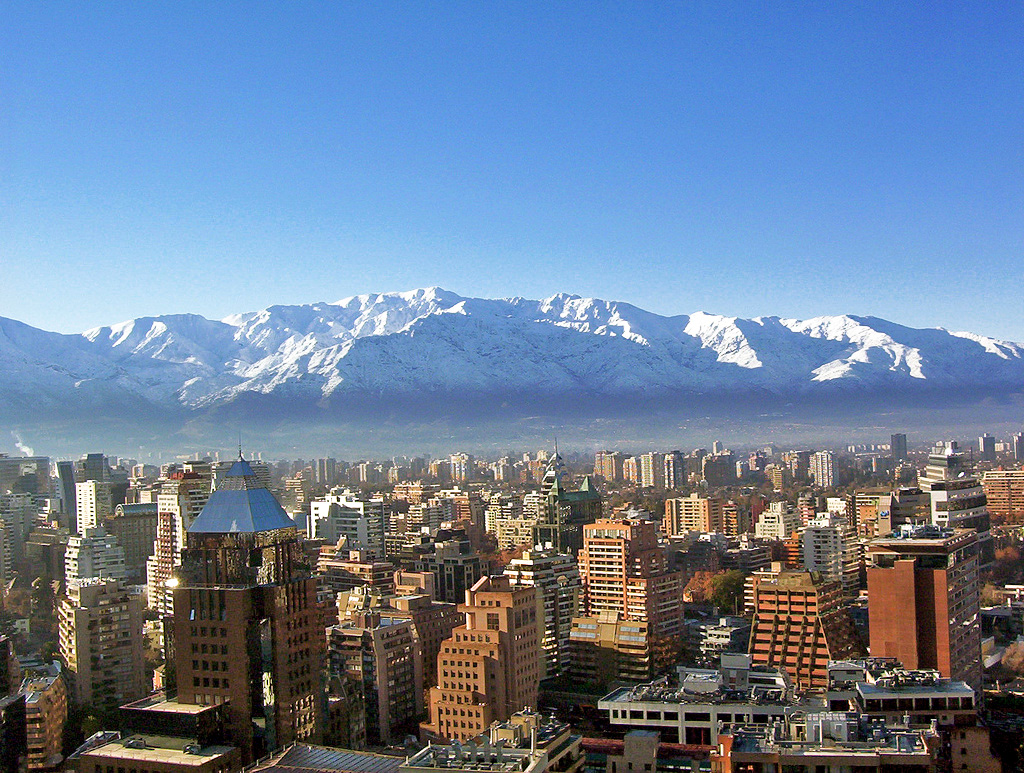
Santiago.

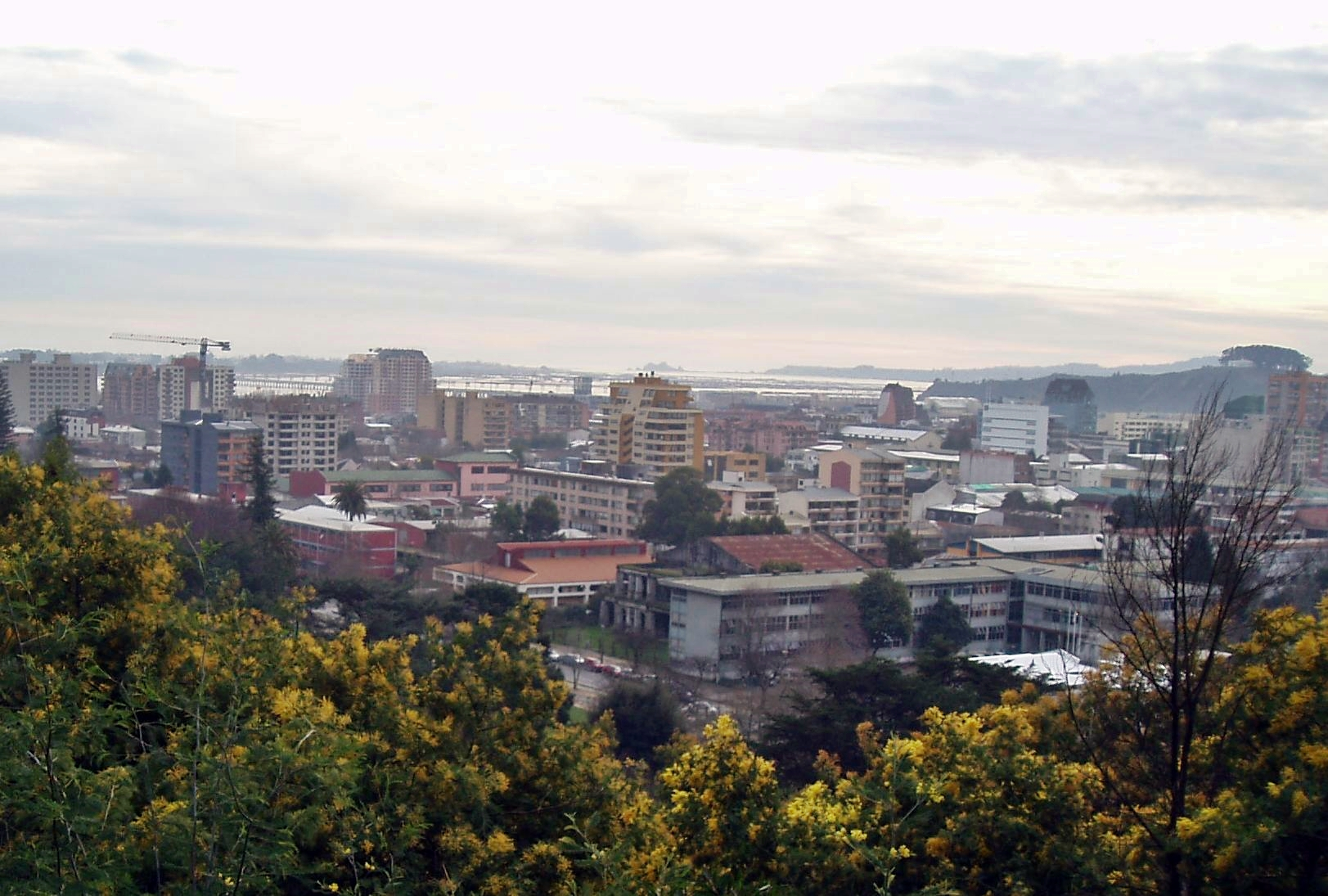
Concepción.

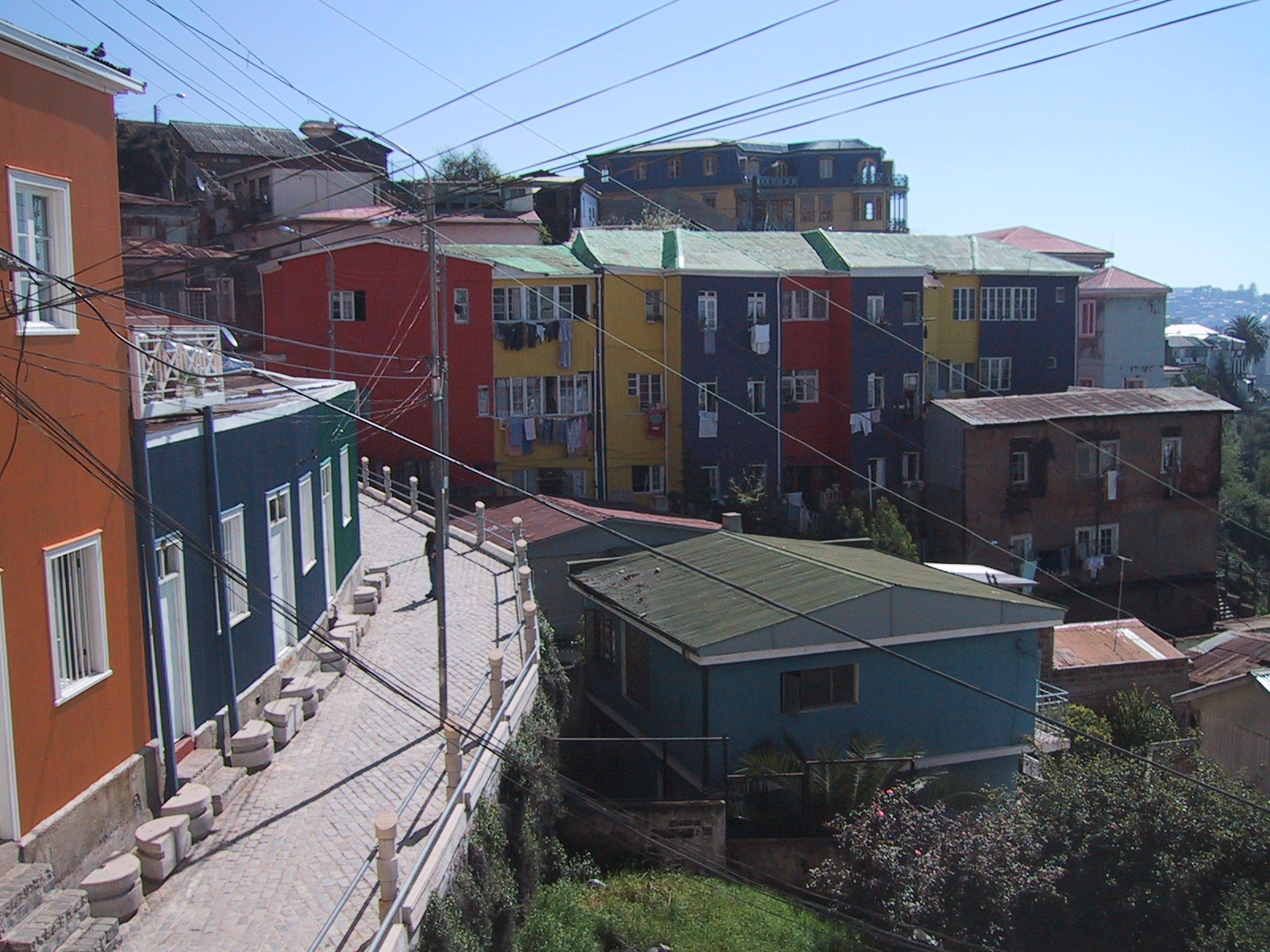
Valparaíso.

Större städer, med folkmängd vid folkräkningen 2017:
| Städer med fler än 200 000 invånare (2017) | Städer med fler än 200 000 invånare (2017) |
| ------------------------------------------ | ------------------------------------------ |
| Stad                                       | Invånarantal                               |
| Santiago de Chile                          | 5 201 606                                  |
| Puente Alto                                | 566 561                                    |
| Antofagasta                                | 348 517                                    |
| Viña del Mar                               | 332 875                                    |
| San Bernardo                               | 290 912                                    |
| Valparaíso                                 | 251 177                                    |
| Talca                                      | 236 347                                    |
| Temuco                                     | 235 509                                    |
| Rancagua                                   | 231 370                                    |
| Concepción                                 | 217 537                                    |
| Coquimbo                                   | 204 068                                    |
| Arica                                      | 202 131                                    |

#### Minoriteter
En stor del av den ekonomiskt betydelsefulla överklassen är ättlingar till invandrare från bland annat Baskien, Tyskland, Balkanhalvön och Mellanöstern. Medelklassen härstammar från blandningen av andalusier och indianer, speciellt araukaners. Arbetarklassen är främst härstammar från indianerna, men uppvisar spår av spanska anor. De flesta invånarna bor i städer i centrala Chile, medan landets norra och södra delar är glest befolkade. Chiles urbefolkning, indianerna (bland annat inkafolk i norr och araukaner i mellersta Chile) utgör nu 2–3 procent av landets befolkning. Eldsländarna (Selk'nam), som bodde längst i söder, är utdöda.

#### Migration
År 2016 var nettomigrationen 0,3 migranter per 1 000 invånare.

### Språk
Det officiella språket i landet är spanska, även kallad castellano. Utöver detta talas även mapudungun, engelska och tyska, särskilt i Araucanía-regionen.

### Religion
De flesta chilenare räknas som katoliker trots att stat och kyrka skildes åt 1925. I 2002 års undersökning var cirka 7 853 428 chilenare över 14 år katoliker, det vill säga nästan 69,96 procent av befolkningen (2005 var det 62,8 procent).
15,14 procent betraktar sig som evangelikala, 1,06 procent som Jehovas vittnen, 0,92 procent som mormoner och 0,13 procent som judar.
8,3 procent betraktade sig som ateister eller agnostiker och 4,39 procent något annat.

### Hälsa
| Fetma                    | 2014   |
| ------------------------ | ------ |
| Andel av befolkningen    | 28,5 % |
| Undervikt hos barn <5 år | 2014   |
| Andel av befolkningen    | 0,4 %  |

## Kultur

### Massmedier

#### Press och förlag
Chile hade en tidning redan 1827, El Mercurio de Valparaíso.

#### Radio och television
Chiles radioförbund ARCHI grundades 1933, vilket gör chilensk radio samtida med den svenska. Det finns många TV-kanaler. I Sverige kan man se den internationella kanalen TV Chile.

### Konstarter
Efter militärkuppen lämnade många artister och författare Chile. En av dem var Isabel Allende (brorsdotter till expresidenten) som i exil skrev boken Andarnas hus (1982), vilken filmatiserades av dansken Bille August 1993. 
De ursprungliga indiankulturerna är så gott som utplånade, men fortfarande talas indianspråk, främst mapuche, av några hundra tusen människor. De spanska kolonisatörerna medförde sitt hemlands traditioner och stod opåverkade av indiankulturerna, och en frigörelse från det europeiska beroendet inträffade på allvar först i 1900-talets Chile.

#### Musik och dans
Chiles nationaldans är Cueca, men det dansas också andra latinska danser i landet. 
Under diktaturtiden förbjöds många av folksångerna och en av genrens främsta artister Víctor Jara fängslades och torterades för att slutligen mördas av diktaturens hantlangare. Musiken som kallas Nueva canción har ofta ett radikalt politisk och ideologiskt innehåll och hade sitt ursprung i fattigkvarteren och bland studenterna vid universiteten. Till Chiles främsta folksångerskor hör Violeta Parra som var som mest aktiv under 1950-talet. Även Claudio Arrau var känd.
Inti-Illimani och Quilapayún är två andra grupper som spelar folkmusik och blev mycket populära såväl på den inhemska som på den utländska artistscenen.

#### Litteratur

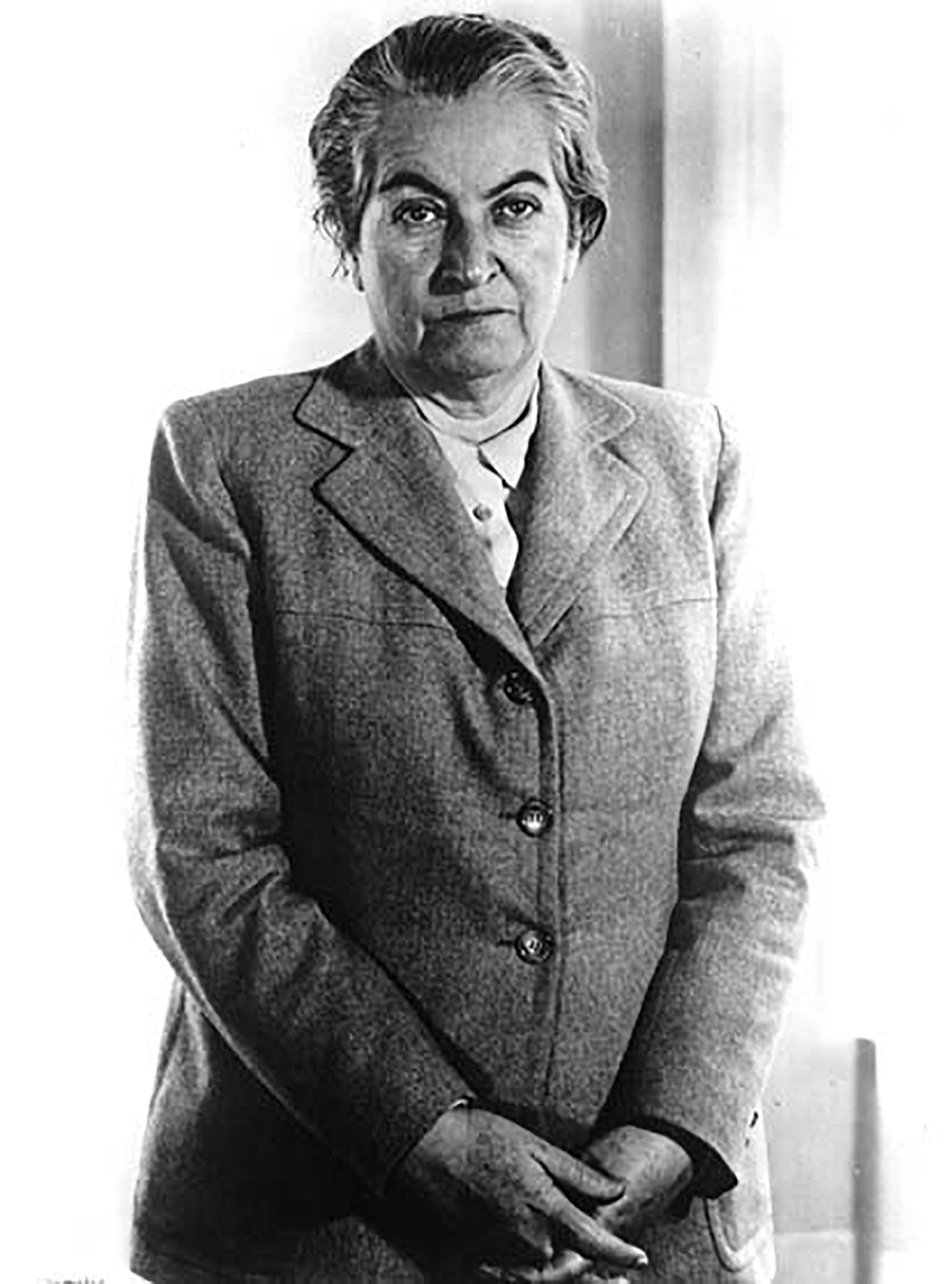
Gabriela Mistral, nobelpristagare 1945.

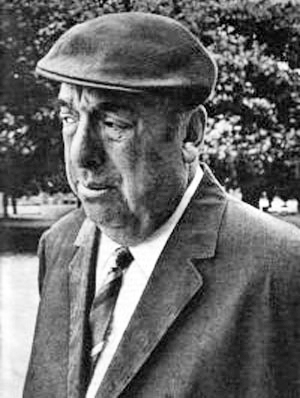
Pablo Neruda, nobelpristagare 1971.

### Traditioner

#### Maträtter
En vanlig maträtt som serveras hos ursprungsbefolkningen är cazuela. Grytan består av kött från kyckling eller nötkreatur med lök, vitlök, potatis, majs, bönor, morott och pumpa som kryddas med persilja. Hos mapuchefolket är ñanchi (koagulerad blod från får med citron och koriander) och charitún (fårkött i en marinad med citron) vanliga maträtter.
På grund av flera invandrare från Tyskland förekommer i flera regioner tyska maträtter och bakverk. En tradition som togs med från Europa är eftermiddagsfikat.

#### Helgdagar och högtider
- Nyårsdagen, 1 januari
- Arbetarnas internationella dag, 1 maj
- Slaget vid Iquique, 21 maj
- St. Petrus och Paulus, 28 juni
- Jungfrun av berget Karmel, 16 juli
- Jungfru Maria, 15 augusti
- Nationaldagen, 18 september
- Arméns dag, 19 september
- Dia de la Raza, 2:a måndagen i oktober
- Protestantiska kyrkans dag, sista fredagen i oktober
- Alla helgons dag, 1 november
- Bebådelsedagen, 8 december
- Juldagen, 25 december
- Nyårsdagen, 31 december
- Försoningsdagen, första måndagen i september

### Sport
Landets största sport är fotboll. Chile har lyckats att kvala in till fotbolls-VM flera gånger,
och vann Copa America 2015 och 2016. Under de senare åren har landet haft stora framgångar i tennis.

## Internationella rankningar
| Organisation                                | Undersökning                   | Rankning  |
| ------------------------------------------- | ------------------------------ | --------- |
| Heritage Foundation/The Wall Street Journal | Index of Economic Freedom 2019 | 18 av 180 |
| Reportrar utan gränser                      | Pressfrihetsindex 2019         | 46 av 180 |
| Transparency International                  | Korruptionsindex 2018          | 27 av 180 |
| FN:s utvecklingsprogram                     | Human Development Index 2018   | 42 av 189 |